# Condado de Lumpkin
O Condado de Lumpkin é um dos 159 condados do Estado americano de Geórgia. A sede do condado é Dahlonega, e sua maior cidade é Dahlonega. O condado possui uma área de 738 km², uma população de 21 016 habitantes, e uma densidade populacional de 29 hab/km² (segundo o censo nacional de 2000). O condado foi fundado em 3 de dezembro de 1832.